# جورج شتايندورف
جورج شتايندورف (12 نوفمبر 1861، ديساو – 28 أغسطس 1951، شمال هوليوود، كاليفورنيا) كان عالم مصريات ألماني.

## حياته
كان جورج شتايندورف خريج ندوات علم المصريات في جامعة جوتنجن. حصل على درجة الدكتوراه في عام 1884 بأطروحة لغوية حول أشكال الأسماء في القبطية. في عام 1893، عينته جامعة لايبزيج أستاذًا لعلم المصريات، وهو المنصب الذي كان موجودًا منذ عام 1870 والذي كان يشغله سابقًا جورج إيبرس. تأسست المجموعة المصرية من قبل عالم الآثار غوستاف سايفارث، لكن شتايندورف بنى المجموعة الصغيرة المتبقية له إلى متحف حقيقي. في رحلاته البحثية إلى مصر، حصل على أثاث منزلي وقبري وأيضًا أعمال فنية صغيرة الحجم. كما جلب معه من الحفريات اكتشافات أكبر إلى لايبزيغ بإذن من المجلس الأعلى للآثار الذي كان يديره الفرنسيون آنذاك. لكن هذه الاكتشافات كانت تأتي في الغالب من الحفريات التي نظمها شتايندورف في مصر.
تُعتبر حفريات شتايندورف في الجيزة، أبوصير، قاوة، وعنيبة بين عامي 1903 و1931 ذات أهمية خاصة. يمتلك المتحف المصري العديد من القطع التي اكتُشفت في هذه البعثات. بعد تقاعده في عام 1934، عاش شتايندورف أربع سنوات أخرى في لايبزيغ قبل أن يهاجر إلى الولايات المتحدة في عام 1939، لتجنب الاضطهاد كيهودي في ألمانيا النازية.
كان متزوجًا من إليز أوبنهايمر، شقيقة فرانز أوبنهايمر.

## روابط خارجية
- أعمال أو نبذة عن جورج شتايندورف على أرشيف الإنترنت
- المتحف المصري في جامعة لايبزيغ باللغة الألمانية
- الصفحة الرئيسية للمتحف باللغة الألمانية
- جورج شتايندورف في فهرس مكتبة ألمانيا الوطنية

1. 1 2 3   https://juedischegelehrtesachsen.de/?p=966. اطلع عليه بتاريخ 2022-07-30. {{استشهاد ويب}}: |url= بحاجة لعنوان (مساعدة) والوسيط |title= غير موجود أو فارغ (من ويكي بيانات) (مساعدة)